# René Marigil
René Marigil Domingo (* 24. Oktober 1928 in Carmaux; † 28. Oktober 2009 in Sagunt) war ein spanischer Radrennfahrer und nationaler Meister im Radsport.

## Sportliche Laufbahn
Marigil war im Straßenradsport und im Bahnradsport aktiv. Von 1954 bis 1962 war er Unabhängiger und Berufsfahrer. 1954 siegte er im Gran Premio Andalucia, 1956 auf einer Etappe der Valencia-Rundfahrt, 1957 im Gran Premio Pascuas und auf Etappen der Vuelta a Asturias und der Vuelta a Andalucia. 1958 gewann er einen Tagesabschnitt in der Vuelta a España, 1959 in der Vuelta a Andalucia, 1960 in der Baskenland-Rundfahrt und 1962 in der Vuelta a Andalucia. Zweiter wurde er 1953 in der nationalen Meisterschaft im Straßenrennen der Unabhängigen, 1957 in der spanischen Bergmeisterschaft hinter Antonio Jiménez Quiles sowie in der Straßenmeisterschaft hinter Antonio Ferraz. Auch in der Vuelta a Asturias kam er auf den 2. Rang. Dritter wurde Marigil in der Galicien-Rundfahrt 1955 und in der Katalonien-Rundfahrt 1957. Bei der Tour de France 1956 überquerte er als Erster den Col de la Croix de Fer.

## Grand-Tour-Platzierungen
| Grand Tour            | 1955 | 1956 | 1957 | 1958 | 1959 | 1960 | 1961 | 1962 |
| --------------------- | ---- | ---- | ---- | ---- | ---- | ---- | ---- | ---- |
| Vuelta a EspañaVuelta | DNF  | 21   | DNF  | 19   | 12   | 13   | 16   | 16   |
| Giro d’ItaliaGiro     | –    | –    | –    | –    | –    | –    | –    | –    |
| Tour de FranceTour    | –    | 58   | –    | –    | DNF  | 62   | 62   | –    |